# Plogoff

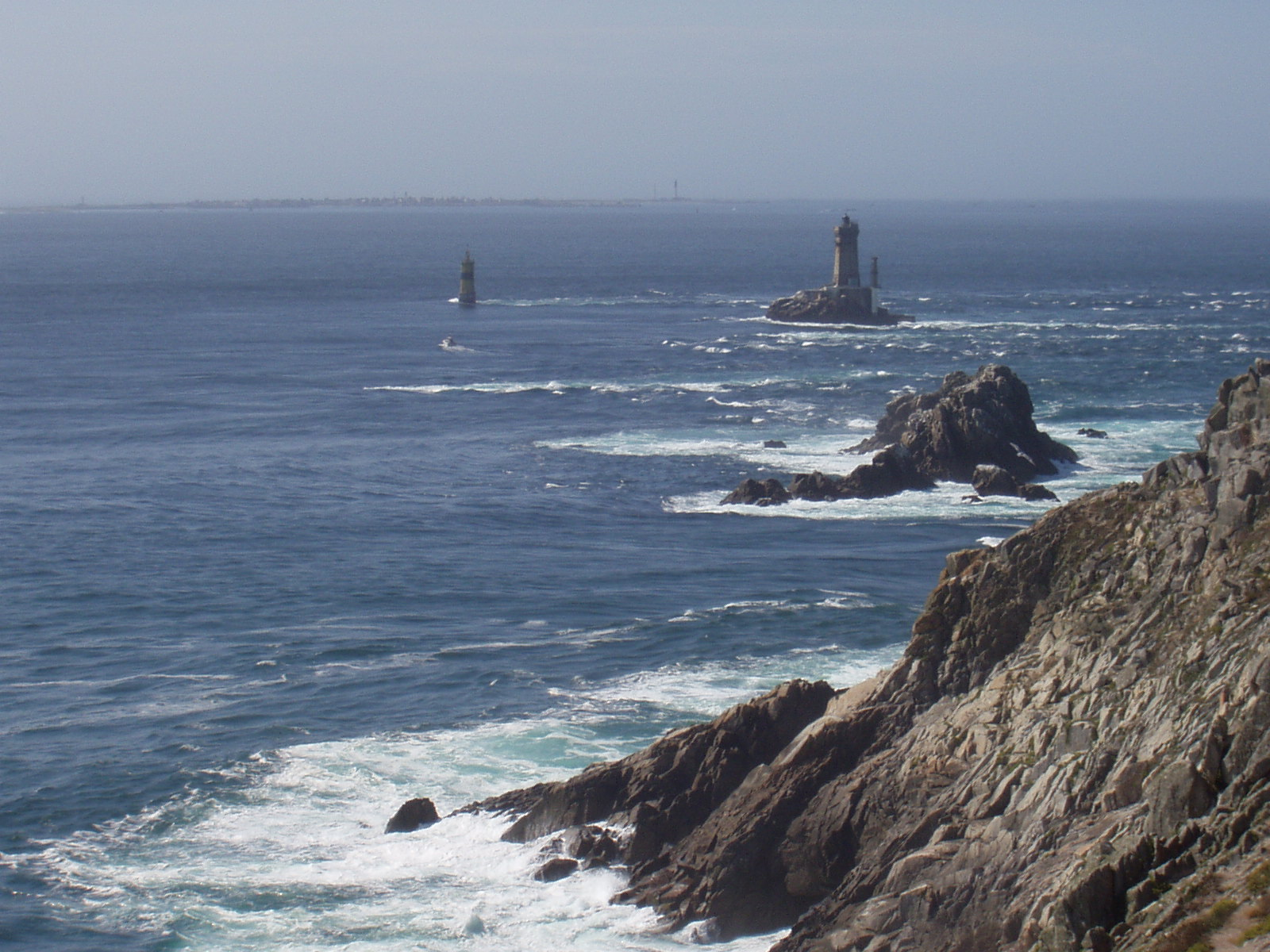
De Pointe du Raz met Raz de Sein, de vuurtoren van La Vieille; op de achtergrond: Île de Sein

Plogoff is een gemeente in het Franse departement Finistère, in de regio Bretagne. De plaats maakt deel uit van het arrondissement Quimper. Plogoff telde op 1 januari 2022 1.166 inwoners.

## Naam
Plogoff (Plougoñ in modern bretons, de oude dubbelletter -ff die de nasale klank van de voorafgaande klinker aangaf, is vervangen door ñ) is samengesteld uit het Bretonse woord plou («parochie») en de naam van een heilige.

## De affaire Plogoff
Eind jaren 1970 wilde de Franse regering een kerncentrale binnen de gemeente bouwen. Het plan werd massaal afgewezen door de bewoners van Plogoff en door anti-kernreactoractivisten uit Bretagne en heel de rest van Frankrijk. Het soms gewelddadige conflict in 1978 duurde meerdere weken. Het verzet tegen de bouw was de eerste grote manifestatie tegen de Franse kernreactor-politiek.
Deze strijd tegen de kernenergie gewonnen door de opposanten is onderwerp geweest van talloze krantenberichten en tientallen affiches en is aanleiding geweest tot meerdere boeken en twee films: Plogoff, des pierres contre des fusils (Stenen tegen geweren) en L'affaire Plogoff.

## Middelen van bestaan
- kleinschalige kustvisserij
- landbouw, in afnemende mate
- traditionele koekjesbakkerijen
- toerisme: hotels, restaurants, gîtes, particuliere camping, manege.

Op het de uiteinde van de Pointe du Raz lag een klein commercieel centrum uit de jaren 1970, dat dusdanig afbreuk deed aan de plek, dat het centrum is afgebroken en om verder landinwaarts verscholen in een dalletje opnieuw opgebouwd, samen met een informatiecentrum. De drukbezochte plek is zo veel mogelijk in natuurlijke staat hersteld, maar is wel toegankelijk ook voor minder validen dankzij een verhard pad en een gratis busjesdienst naar de punt. Een gedeelte van de kosten komt uit de opbrengst van het grote maar onopvallend gelegen parkeerterrein.

## Legendes
Volgens een legende zou de Bretonse koning Gradlon in de Baie des Trépassés (Cap Sizun) zijn dochter, die hij meenam op zijn paard had, hebben losgelaten. De prinses, verleid door de duivel, had de sleutels van de stad Ys van de nek van haar vader gepakt. Deze duivel, in de gedaante van een knappe prins, wist haar de sleutel te ontfutselen en opende tijdens een storm de poorten van de stad. Er werd alarm geslagen en Gradlon wist te vluchten met zijn dochter achter zich op het paard. De bisschop van Quimper, die was toegesneld, zag de duivel wegvliegen en begreep de fout van de prinses. Toen Gradlon hoorde van het wangedrag van zijn dochter, liet de jonge vrouw ten prooi vallen aan de woeste golven, terwijl achter hem de stad Ys verdween in de ontketende oceaan. Men zegt dat de prinses sindsdien huilt van verdriet in de Raz de Sein, en zo de zeelieden betoverd doet afdrijven naar de Baai van de Overledenen (baie des Trépassés), dat zandstrand waar de branding van de Atlantische oceaan op breekt, tussen de Pointe du Raz en de Pointe du Van. Men beweert dat men de klok van Ys nog kan horen luiden tijdens avonden van storm op de bodem van de geheime vijver die zich gevormd heeft achter de duinen van de baai.

## Monumenten

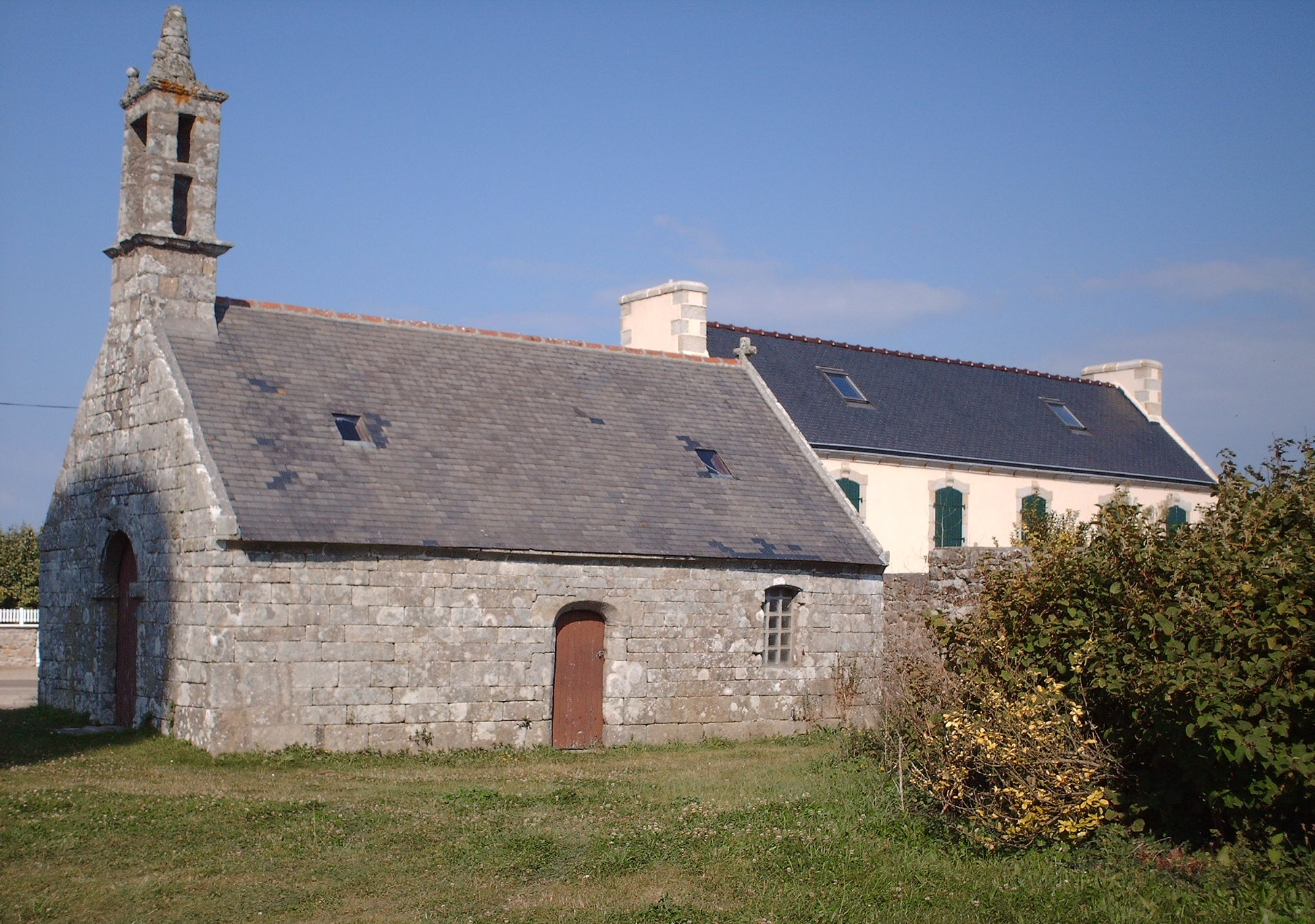
Kapel Saint Yves

- Parochiekerk Saint-Collodan in de hoofdplaats Plogoff, zestiende eeuw, in de eeuwen erna meermalen gerestaureerd en verbouwd.
- Kapel Saint André (in het Bretons: Sant Andro) in Landrer, met een koepeltorentje, hierheen verplaatst vanuit Loc'h, in "Porz ar Zent".
- Kapel Saint Michel in Lescoff, voorheen gewijd eerst aan Saint Cléden en daarna aan Saint Collodan.
- Kapel Notre-Dame de Bon Voyage (et de Bon Port), O.L.V. van goede reis (en goede aankomst), gesticht in 1698 na een belofte gedaan door Jean-Baptiste de Tréanna, Heer van Kerazan in Cléden. Het gebouw in kruisvorm met meerdere dakvlakken is gebouwd in 1702-1703 naar tekeningen van de meester-metselaar François Favennec uit Pleyben. De toren is in 1852 gerestaureerd door Clet Marzin, meester-metselaar uit Landrer.
- Kapel Saint-Yves. Vroeger stond ze in Loc'h in Cougon-Sant-Youenn maar ook deze kapel is verplaatst, en wel in 1817 naar Kerguidy.
- Verdwenen kapellen:
  - Kapel Saint-Guénolé, in Laoual, de fontein bestaat nog.
  - Kapel Saint-Michel, bij Lescoff, vernield rond 1812; het pardon is toen verplaatst naar de nabijgelegen kapel Saint-Cléden, waarvan de naam toen veranderd is.
  - Kapel Saint-Maudez, genoemd in de lijst van décimes van 1774 en 1787. Was dit de kapel Saint-Voulien, Saint-Moëllien, in Pennéac'h die in 1852 is vernield? De stenen van die kapel zijn gebruikt voor de bouw van de kapel Notre-Dame de Bon Voyage.

- Standbeeld Notre-Dame-des-Naufragés, O.L.V. van de schipbreukelingen op de pointe du Raz, gemaakt van carraramarmer, werk van de beeldhouwer Cyprian Godebski ter nagedachtenis van zijn zoon, overleden in Tonkin. Op het voetstuk, gedateerd 1904, een reliëf van de maagd Maria die verschijnt aan een drenkeling.

## Geografie
De oppervlakte van Plogoff bedroeg op 1 januari 2022 11,73 vierkante kilometer; de bevolkingsdichtheid was toen 99,4 inwoners per km². De uiterste westpunt van de gemeente is de als site national erkende pointe du Raz met in het verlengde de klippen van raz de Sein, waartussen de vuurtoren van la Vieille is gebouwd. Op de Pointe du Raz bevindt zich een seinhuis.
Binnen de gemeente liggen drie haventjes uitsluitend geschikt voor kleine tot zeer kleine bootjes: Pors-Loubous, Feunten-Aod en Bestrée. 

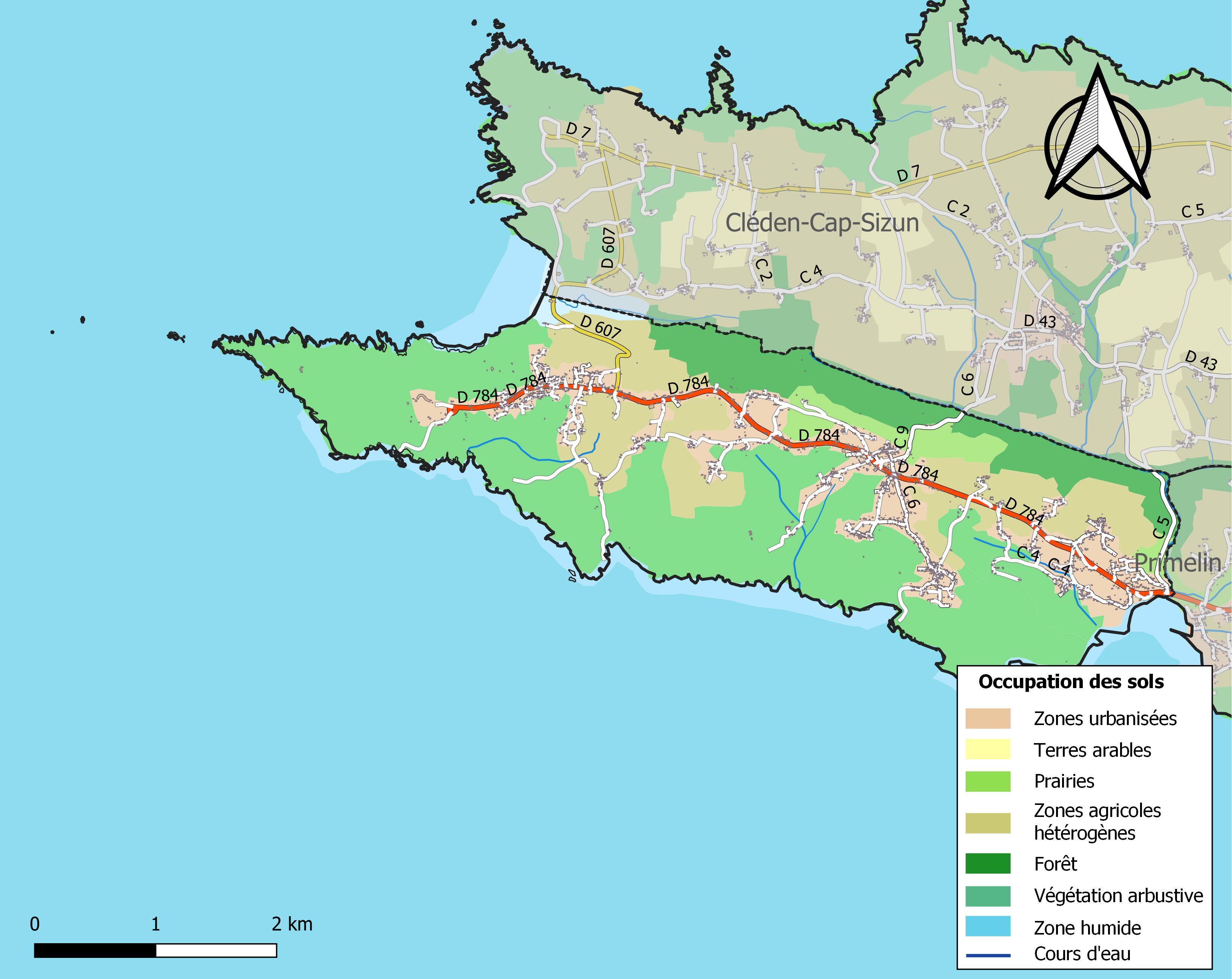
Kaart van de gemeente met belangrijkste infrastructuur, bodemgebruik en omliggende gemeenten

## Demografie
Onderstaande figuur toont het verloop van het inwonertal (bron: INSEE-tellingen).